# Gustav Johansson

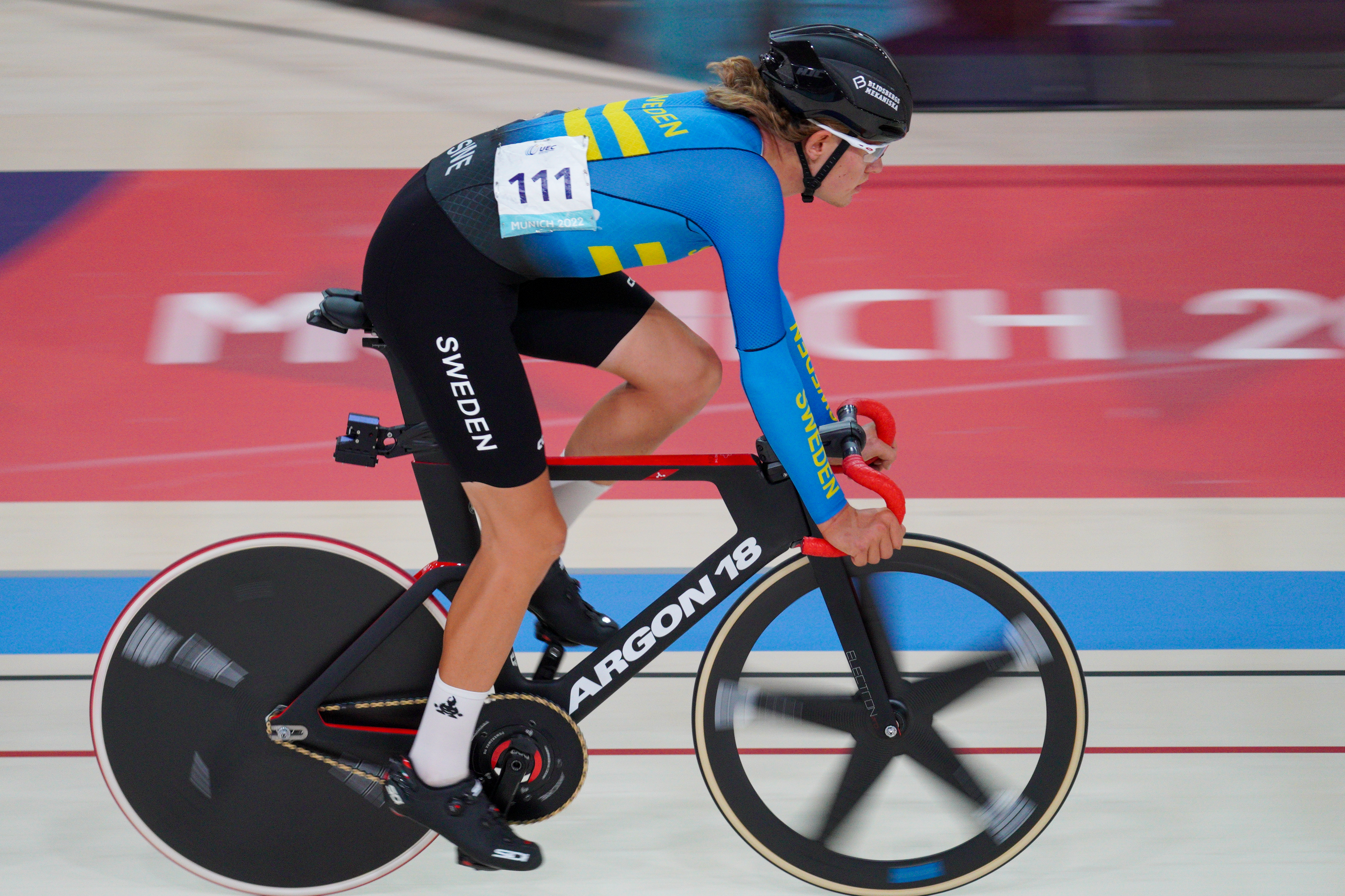
Gustav Johansson bei den Europameisterschaften in München 2022 im Punktefahren des Omniums

Karl Gustav Oskar Johansson (* 2. Mai 1999 in Falkenberg) ist ein schwedischer Radrennfahrer, der Rennen auf Bahn und Straße bestreitet.

## Sportliche Laufbahn
Seit 2016 ist Gustav Johansson im internationalen Radsport, vor allem auf der Bahn, aktiv. 2019 wurde er im Ausscheidungsfahren der U23-Europameisterschaften Zehnter, 2020 bei der schwedischen Straßenmeisterschaft Neunter. 2022 startete er bei den Bahneuropameisterschaften in München im Omnium und belegte den 13. und letzten Platz. Im Punktefahren jedoch wurde er Zehnter und konnte sich so aüf die Bahnradsport-Weltmeisterschaften 2022 in Frankreich qualifizieren, wo er wiederum Siebter im Punktefahren wurde. Er war nach Gösta Pettersson der erste schwedische Bahnsportler nach über 50 Jahren, der an einer Weltmeisterschaft teilnahm. Im selben Jahr wurde er schwedischer Meister in dieser Disziplin. Anschließend startete er bei der UCI Track Champions League 2022 und belegte in der Gesamtwertung Platz 18. Im September 2023 gewann er in Barcelona sein erstes UCI-Rennen, ein Omnium.

## Ehrungen
2019 wurde Johansson vom Sponsor des schwedischen Radsportverbandes Postnord zum „Post-Radfahrer des Jahres“ gekürt.

## Diverses
Ab dem Frühjahr 2022 lebte Gustav Johansson auf Mallorca und trainierte in einer kleinen Gruppe, zu der auch die Norwegerin Anita Yvonne Stenberg gehörte, in der Palma Arena. In Schweden selbst gibt es nur in Falun eine kurze 190 Meter-Radrennbahn. Beruflich betreibt Johansson einen Laden für Waffeln und Eis in Glommen, einem Ortsteil seiner Geburtsstadt.

## Erfolge
2022
- Schwedischer Meister – Omnium, Punktefahren

2023
- Schwedischer Meister – Omnium, Punktefahren, Scratch